# Sebimilje
Sebimilje (en serbe cyrillique : Себимиље) est un village de Serbie situé dans la municipalité de Raška, district de Raška. Au recensement de 2011, il comptait 83 habitants.

## Démographie
| 1948 | 1953 | 1961 | 1971 | 1981 | 1991 | 2002 | 2011 |
| ---- | ---- | ---- | ---- | ---- | ---- | ---- | ---- |
| 463  | 484  | 509  | 412  | 261  | 161  | 126  | 83   |

|  |